# Husmodern

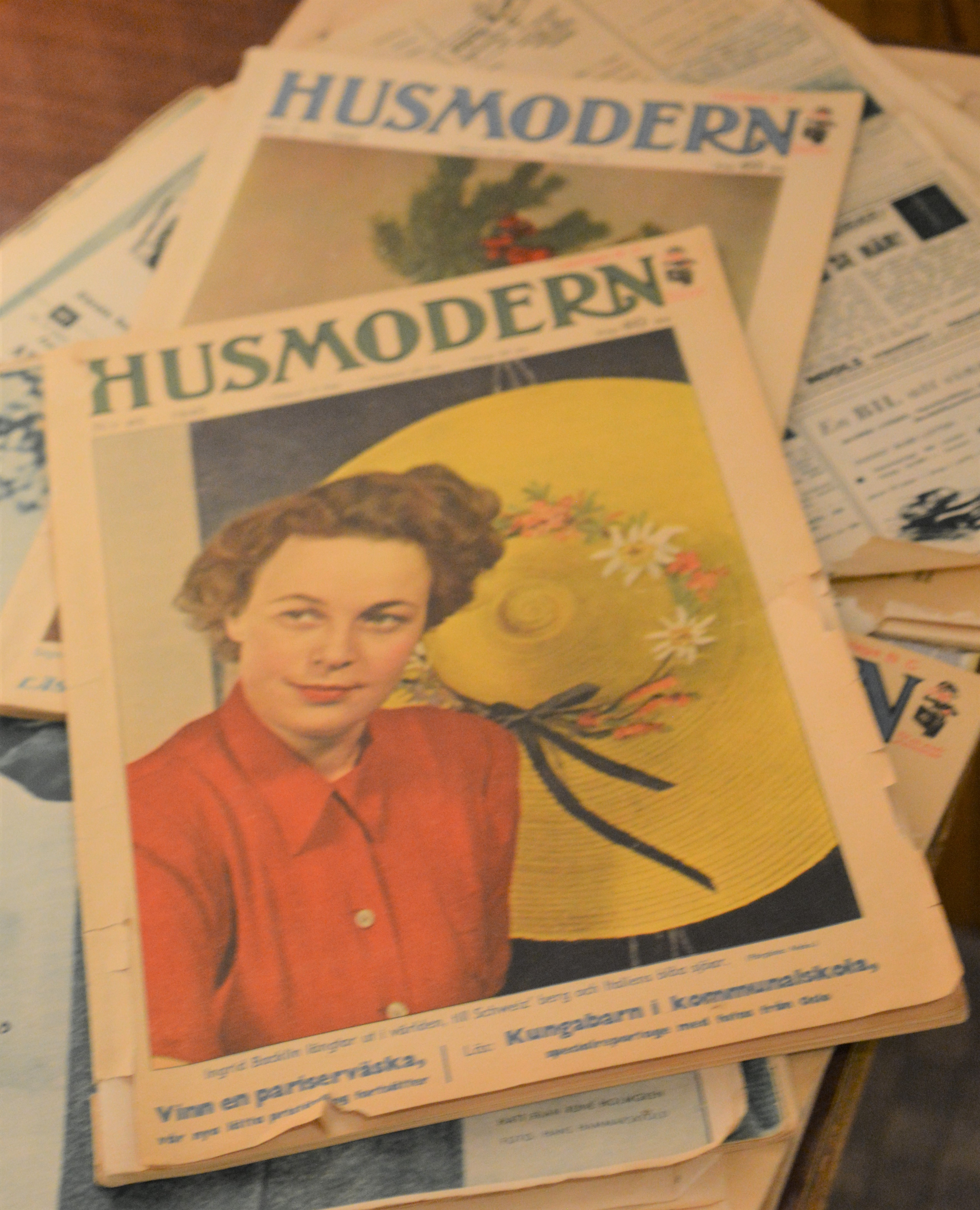
Husmodern från 1950-talet

Husmodern var en svensk tidskrift "för de svenska hemmen" som utgavs mellan 1917 och 1988. Den grundades av hemkonsulenten Thora Holm-Lundberg och journalisten Elsa Nyblom. 
Tidningens ursprungliga syfte var att lära de svenska kvinnorna hushållning under första världskrigets kristid, men sedan den 1920 övertagits av Åhlén & Åkerlunds förlag växte den och kom att innehålla information och diskussion inom hemmets alla arbetsområden, hushållsekonomi, barnuppfostran med mera. Från 1960-talet och framåt utvecklades den alltmer till en ordinär damtidning med efterhand allt större inslag av kändisjournalistik. Den var under lång tid en av de mest populära svenska veckotidningarna och nådde sin största upplaga på cirka 290 000 exemplar/vecka omkring 1970.

## Chefredaktörer i urval
- Thora Holm-Lundberg 1917-1923
- Ebba Theorin-Kolare 1924-1951
- Margit Strömmerstedt 1951-1955
- Marie Billum
- Gunny Widell 1967-1971
- Lisa Winnerlid 1983–1987